# Нижнеташлинский сельсовет
Нижнеташлинский сельсовет — муниципальное образование в Шаранском районе Башкортостана.
Согласно Закону о границах, статусе и административных центрах муниципальных образований в Республике Башкортостан имеет статус сельского поселения.

## Население
| 2002 | 2009  | 2010 | 2012 | 2013 | 2014 | 2015 |
| ---- | ----- | ---- | ---- | ---- | ---- | ---- |
| 1039 | ↘1000 | ↘810 | ↘799 | ↘784 | ↘751 | ↘723 |
| 2016 | 2017  | 2018 |      |      |      |      |
| ↗726 | →726  | ↘697 |      |      |      |      |

## Состав
В состав сельсовета входят 3 населённых пункта:
- с. Верхние Ташлы,
- с. Нижние Ташлы,
- с. Новоюзеево.